# 1823 au royaume uni des Pays-Bas
Chronologie des Pays-Bas
- 1819
- 1820
- 1821
- 1822
- 1823
- 1824
- 1825
- 1826
- 1827

Cette page recense des événements qui se sont produits durant l'année 1823 du calendrier grégorien au royaume uni des Pays-Bas.

## Chronologie
- Une réorganisation administrative rassemble de nombreux anciens cantons français dans de nouveaux arondissements administratifs.